# Bastaque
 (novembre 2014).
Si vous disposez d'ouvrages ou d'articles de référence ou si vous connaissez des sites web de qualité traitant du thème abordé ici, merci de compléter l'article en donnant les références utiles à sa vérifiabilité et en les liant à la section « Notes et références ».

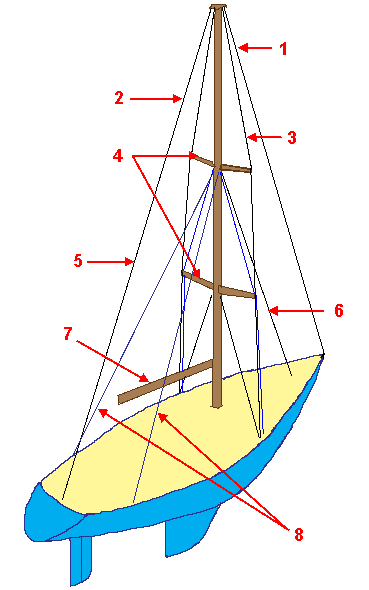
Schéma d'un gréement bermudien en tête. Les bastaques portent le n°8.

Une bastaque est un hauban à itague employé sur les voiliers, notamment ceux dont le foc n'est pas frappé en tête de mât (gréement fractionné).
Les bastaques relient un point du mât (souvent le capelage d'étai) à l'arrière du bateau, empêchant le mât de basculer vers l'avant. Elles fonctionnent par paires, une sur chaque bord du bateau : en navigation, la bastaque au vent est raidie au moyen d'un levier tandis que celle sous le vent est choquée, pour laisser le passage à la grand'voile. Il faut donc reprendre une bastaque et choquer l'autre à chaque changement d'amure (virement de bord ou empannage).

## Description
Cette partie de gréement était nécessaire, voire obligatoire, sur les voiliers de course anciens avec gréement bermudien. En effet, la voile, plus étirée dans la longueur, nécessitait une longue bôme qui dépassait souvent le tableau arrière, interdisant la mise à poste d'un pataras. C'est encore le cas aujourd'hui pour les voiliers dont la grand-voile possède un fort rond de chute (la chute des grand-voiles modernes est arrondie : c'est le rond de chute) : class America, 60 pieds IMOCA entre autres.
Pour les voiliers de plaisance, on évite autant que possible d'avoir recours à des bastaques : une fausse manœuvre de bastaques peut en effet aller jusqu'à provoquer un démâtage. Une solution consiste à opter pour un gréement en tête : le mât est alors retenu par un pataras. Une autre solution, plus récente, est d'utiliser des barres de flèches angulées vers l'arrière. Ce sont alors les haubans qui, grâce à cette angulation, empêchent le mât de partir en avant. On peut à nouveau opter pour un gréement fractionné, le pataras éventuel ne servant qu'au réglage du mât et non à sa tenue.
Néanmoins on rencontre encore des basses-bastaques à bord des voiliers de plaisance équipés d'un bas-étai fixe ou largable. Elles servent alors à raidir ce bas-étai lorsqu'une trinquette y est établie. Les basses-bastaques servent aussi à compenser ou régler les efforts des barres de flèches poussantes, comme sur le gréement si particulier du Star.
Dans les voiliers de course, un « bastaqueur » est nécessaire dans les virements de bord pour bien manœuvrer cet élément important du gréement. En effet, un empannage mal contrôlé risque d'arracher la bastaque non larguée et de provoquer ainsi la chute du mât.
À bord de ces voiliers, la bastaque ne sert pas qu'à tenir le mât : au près elle permet aussi de contrôler la tension de l'étai et donc de mieux régler la voile d'avant, au portant (qui correspond aux allures pour lesquelles le vent vient de l’arrière du bateau, donc allant du travers au vent-arrière) elle peut permettre de régler la quête (position longitudinale) du mât, généralement plus en avant qu'au près, et donc d'améliorer l'équilibre de barre du bateau.
Le mot « bastaque » vient du néerlandais bakstag, qui signifie littéralement « étai arrière », de même que l'anglais backstay.
En anglais « bastaque » se traduit toutefois par running backstay tandis que  permanent backstay désigne le pataras.